# Aeroportul Petrozavodsk
Aeroportul Petrozavodsk (IATA: PES, ICAO: ULPB) este un aeroport din Garnizonnoye rural settlement⁠(d), Prionezhsky District⁠(d), Republica Carelia, Rusia ce deservește zona Petrozavodsk. Aeroportul a fost tranzitat în 2017 de 30.301 pasageri. A fost numit după zona deservită.
Situat la o altitudine de 46 m, aeroportul dispune de 1 pistă.

## Infrastructură

### Piste
Aeroportul dispune de o singură pistă. Pista are orientarea 02/20. 